# MAP2K6
La MAP quinasa quinasa específica dual 6 (MAP2K6) es una enzima codificada en humanos por el gen MAP2K6.
Esta quinasa pertenece a la familia de las proteínas quinasas específicas duales, que actúan como MAP quinasa quinasas. Las MAP quinasas, también conocidas como quinasas reguladas por señales extracelulares (ERKs), actúan como punto de integración de multitud de señales bioquímicas. MAP2K6 fosforila y activa a la MAPK p38 en respuesta a citoquinas proinflamatorias o a estrés ambiental. Como componente esencial de la ruta de transducción de señales mediada por p38, esta quinasa se encuentra implicada en multitud de procesos celulares como la parada del ciclo celular inducida por estrés, la activación de la transcripción y la apoptosis.

## Interacciones
La proteína MAP2K6 ha demostrado ser capaz de interaccionar con:
- TAOK2[3]
- ASK1[4][5]
- MAPK14[6][7][8][3]
- MAP3K7[9][10][11][12]